# Puig del Mont
El Puig del Mont  és una muntanya de 609 metres que es troba al municipi de Cabanelles, a la comarca catalana de l'Alt Empordà.